# فلسطينيو ألمانيا
فلسطينيو ألمانيا (بالإنجليزية: Palestinians of Germany)، هم الفلسطينيون المتواجدون في دولة ألمانيا في وسط غرب أوروبا، حيث تبلغ عدد الجالية الفلسطينية 200.000 نسمة، من مجموع 5 ملايين لاجئ فلسطيني عبر أنحاء العالم.

## التاريخ
- يرجع تاريخ الهجرة الفلسطينية من فلسطين إلى دولة ألمانيا الى الخمسينات.
- بعد الحرب العالمية الثانية، في الخمسينيات، وكانوا من الطلاب للدراسة في الجامعات في ألمانيا.

- في مطلع الستينيات ازداد العدد بهدف الدراسة الجامعية، ومعظمهم استقر في ألمانيا حتى يومنا هذا، ومن الملاحظ أيضاً أنَّ هؤلاء اقترنوا بألمانيات، واندمجوا بالمجتمع الألماني.
- في بداية السبعينيات لم تقتصر الهجرة الفلسطينية على الطلاب، بل وصل عدد من الفلسطينيين الباحثين عن العمل  من فلسطين والأردن وبعض الدول العربية الأخرى.

- في بداية الثمانينيات جاء معظمهم من لبنان، بعد إندلاع الحرب الأهلية، والإجتياح الإسرائيلي للبنان.

- في أعقاب حرب الخليج الثانية، فكان معظمها من الفلسطينيين الذين خرجوا من الكويت، ووصلوا ألمانيا بحثاً عن العمل.[4][5]

## عدد الجالية الفلسطينية في دولة ألمانيا
بلع عدد الجالية الفلسطينية في ألمانيا 200.000، حسب معلومات دائرة شؤون المغتربين في منظمة التحرير الفلسطينية عام 2022.

## أماكن التواجد الفلسطيني في ألمانيا
يعيش أبناء الجالية الفلسطينية في المدن الألمانية التالية: برلين، هانوفر، بون، ميونخ، هامبورغ، فرانكفورت، أيسن، قولون، فوبرتال.

## طبيعة عمل أبناء الجالية الفلسطينية في ألمانيا
يعمل أبناء الجالية الفلسطينية في ألمانيا في مختلف المجالات الاقتصادية، وخاصة في مجالات: الطب، والهندسة، والصيدلة، فضلاً عن المجال التجاري بمختلف فروعه، وخاصة قطاعي السيارات والمطاعم.

## المؤسسات الفلسطينية في ألمانيا
- جمعية الجاليات الفلسطينية

- اتحاد الأطباء والصيادلة الفلسطينيين

- اتحاد المهندسين الفلسطينيين

- اتحاد الطلاب الفلسطينيين

- جمعية المرأة الألمانية العربية

- جمعية النجدة

- مؤسسة الكرامة

## السلك الدبلوماسي
بعد توقيع اتفاقية أوسلو وتشكيل السلطة الوطنية الفلسطينية، كانت ألمانيا أول دولة تفتتح ممثلية دبلوماسية لها في مدينة أريحا، ولألمانيا حالياً  ممثلية في مدينة رام الله، وفي المقابل هناك المفوضية الفلسطينية في برلين، والتي يتولى إدارة شؤونها سفير فلسطيني.